# Карлос Паскуаль
Карлос Паскуаль (англ. Carlos Pascual, ісп. Carlos Pascual) (1958) — американський дипломат кубинського походження, 4-й Надзвичайний і повноважний посол США в Україні.

## Життєпис
Народився 1958 у Гавані, Куба.
У 1980 закінчив Стенфордський університет.
У 1982
 —
Інститут державного управління ім. Дж. Кеннеді.
З 1981 по 1982 — науковий співробітник Гарвардського університету.
У 1983 — співробітник відділу розробки проектів Бюро з питань планування розвитку Африки Агентства США з міжнародного розвитку.
З 1983 по 1986 — співробітник відділу програм Агентства США з міжнародного розвитку в Судані.
З 1986 по 1988 — співробітник відділу програм Агентства США з міжнародного розвитку в Південно-Африканській Республіці.
З 1988 по 1991 — співробітник відділу програм Агентства США з міжнародного розвитку в Мозамбіку.
З 1991 по 1992 — очолював відділ з питань політики, стратегії та аналізу Агентства США з міжнародного розвитку.
З 1992 по 1994 — очолював офісу програмного аналізу та координації Спеціальної робочої групи з питань нових держав Агентства США з міжнародного розвитку.
З 1994 по 1995 — заступник директора Агентства США з міжнародного розвитку.
З 1995 по 1998 — директор у справах України, Росії та Євразії Ради національної безпеки США.
З 1998 по 2000 — спеціальний помічник Президента США.
З 19 жовтня 2000 по 2003 — Надзвичайний і Повноважний Посол США в Києві.
З 2009 по 2011 — Надзвичайний і Повноважний Посол США у Мексиці.